# Thomas Manning (cónego)
Thomas Manning (morreu c. 1469) foi o arquidiácono de Totnes durante 1453 e deão de Windsor de 1455 a 1461.

## Carreira
Nomeações:
- Vigário de West Thurrock, Essex
- Vigário de Gingrave, Essex
- Vigário de West Horndon, Essex
- Prebendário de Nassington na Catedral de Lincoln 1451-1463
- Arquidiácono de Totnes 1453
- Tesoureiro da Catedral de Salisbury 1454-1462
- Prebendário de Colwall na Catedral de Hereford 1459-1462
- Prebendário de Holborn na Catedral de São Paulo 1459 - 1462
- Deão de Windsor 1455-1461

Ele perdeu a sua nomeação como deão de Windsor em 1461 após a derrota dos lencastres na Batalha de Towton em 1461. Ele estava a jantar com o rei Henrique VI em Myrton, perto de Clitheroe, quando foi traído e capturado pelos iorques em julho de 1466.